# Odznaka Honorowa Muru Ochronnego
Odznaka Honorowa Muru Ochronnego (niem. Deutsches Schutzwall-Ehrenzeichen) – odznaczenie państwowe nazistowskich Niemiec. Zostało ustanowione 2 sierpnia 1939 r. dla uhonorowania tych, którzy zaprojektowali i zbudowali fortyfikacje na zachodnich granicach Niemiec, znane jako Westwall lub linia Zygfryda, w okresie od 15 czerwca 1938 do 31 marca 1939 roku. W dniu 13 listopada 1939 roku uprawnienia do otrzymania odznaki rozszerzono na żołnierzy Wehrmachtu, którzy służyli na linii Zygfryda przez co najmniej dziesięć tygodni. W sumie do 31 stycznia 1941 r. przyznano 622 064 odznak, po czym zaprzestano ich nadawania.
W 1944 roku, po inwazji aliantów na Europę, odznaka została przywrócona i była nadawana tym, którzy odnawiali oraz wzmacniali fortyfikacje na zachodnich granicach Niemiec. Ta wersja medalu była powszechnie nazywana „Odznaką Honorową Wału Obronnego”, aby odróżnić nową wersję odznaczenia od jej odpowiednika z 1939 roku.
Do końca wojny odznakę otrzymało łącznie ponad 800 000 ludzi.

## Tło
Pierwotna propozycja ze stycznia 1939 roku dotyczyła przyznawania odznaki bez zawieszki z napisem na awersie: „Dem Arbeiter zur Ehr; Der Heimat zur Wehr” („Na cześć robotnika; W obronie ojczyzny”) z wygrawerowanym nazwiskiem odznaczonego na odwrocie. Ta wersja nigdy nie została przyjęta.
Po wybuchu wojny w 1939 roku Fritz Todt, założyciel Organizacji Todt, która pomagała w budowie umocnień, twierdził, że odznakę za prace budowlane można nosić „z takim samym prawem i z taką samą dumą”, jak odznaczenia wojskowe, takie jak Krzyż Żelazny. Jednak ze względu na dużą liczbę wręczanych odznak wielu odznaczonych lekceważąco nazywało je „Orderem Gliny” (Lehmorden).

## Opis
Odznaka miała jedną klasę. Odznaka była owalna, wybijana w brązie. Na awersie przedstawiała bunkier, skrzyżowany miecz i łopatę oraz niemieckiego orła. Na rewersie zaś widniał napis „Für Arbeit zum Schutze Deutschlands” („Za pracę w obronie Niemiec”). Obie strony odznaki były obramowane wieńcem z liści dębu. Odznakę zaprojektował profesor Richard Klein z Monachium.
Wstążka była złotobrązowa z białym paskiem przy obu krawędziach.
10 października 1944 roku zezwolono na drugą serię produkcyjną, aby nagrodzić robotników i personel wojskowy umacniający linię Zygfryda. Ta wersja odznaki została wykonana z brązowanego cynku. Tym, którzy posiadali już wersję z 1939 roku, przysługiwało okucie z datą „1944”, ale nigdy nie było ono produkowane masowo.